# Квејл Риџ (Флорида)
Квејл Риџ (енгл. Quail Ridge) насељено је место без административног статуса у америчкој савезној држави Флорида.

## Демографија
По попису из 2010. године број становника је 1.040.
| Група             | 2000.    | 2010.       |
| Белци             | 0 (0,0%) | 757 (72,8%) |
| Афроамериканци    | 0 (0,0%) | 86 (8,3%)   |
| Азијати           | 0 (0,0%) | 11 (1,1%)   |
| Хиспаноамериканци | 0 (0,0%) | 151 (14,5%) |
| Укупно            | 0        | 1.040       |